# Лоано
Лоано (итал. Loano) — коммуна в Италии, располагается в регионе Лигурия, в провинции Савона.
Население составляет 11736 человек (2008 г.), плотность населения составляет 872 чел./км². Занимает площадь 13 км². Почтовый индекс — 17025. Телефонный код — 019.
Покровителем коммуны почитается святой Иоанн Креститель, празднование 24 июня.

## История
В Римскую эпоху местность была усеяна виллами (обнаружены мозаики времён империи на территории палаццо Дориа (итал. palazzo Doria)). В результате археологических работ были найдены артефакты доисторических и доримских времён на холме Сан-Дамиано, возле нынешнего Старого города.
23 ноября 1795 при Лоано произошло сражение между французской революционной и австро-сардинской армиями. В результате битвы австро-сардинские войска потерпели поражение.

## Демография
Динамика населения:

## Города-побратимы
- Франшвиль, Франция (1998)

## Администрация коммуны
- Официальный сайт: https://web.archive.org/web/20060831222414/http://www.comuneloano.it/